# Igreja de Ponte da Barca
A Igreja de São João Baptista ou Igreja de Ponte da Barca é uma igreja localizada na freguesia de Ponte da Barca, Vila Nova de Muía e Paço Vedro de Magalhães, no município de Ponte da Barca, distrito de Viana do Castelo, Portugal.
A sua construção começou no século XVI. Durante o século XVII o exército espanhol provocou alguns danos na estrutura e obras de renovação começaram em 1703. Após várias contrariedades e atrasos, as obras pararam em 1727.
Foi classificada como Monumento Nacional em 1910.